# 9М730 «Буревестник»
9М730 «Буревісник» (рос. Буревестник; за кодифікацією НАТО, SSC-X-9 Skyfall) — перспективна російська крилата ракета з ядерною силовою установкою.

## Історія

### Оприлюднення
Вперше про існування ракети «Буревісник» повідомив президент РФ Путін у зверненні до Федеральних зборів 1 березня 2018 року. Він оголосив про створення російськими вченими низки «вундерваффе», зокрема, й крилатої ракети з ядерним рушієм. Оприлюднене під час презентації відео випробувань в листопаді 2017 року містило достатньо об'єктів, аби американський дослідник Джефрі Льюїс зміг здійснити топоприв'язку. На його думку, запуски ракети відбувались на пусковому майданчику «Паньково», що знаходиться на острові Південний архіпелагу Нова Земля.
За повідомленнями Міноборони РФ, завдяки ядерній силовій установці, ракета «Буревісник» матиме практично необмежений радіус дії, ракета буде здатна рухатись з надзвуковою швидкістю та мати змогу долати будь-які системи протиракетної оборони.

### Випробування
Американська розвідка зареєструвала перші випробувальні пуски нової ракети в червні 2016 року. Відтоді й до 26 лютого 2018 року було здійснено до 12 випробувальних пусків. Успішним американські розвідники вважають лише один пуск, що відбувся в листопаді 2017 року. Хоча тривалість цього польоту становила близько двох хвилин, під час нього було задіяно всі складові нової крилатої ракети.
У американських розвідувальних службах нова ракета має позначення KY30.
Вперше пуск і політ крилатої ракети «Буревісник» міністерство оборони Росії показало 19 липня 2018 року в ролику на YouTube, в якому демонструється запуск ракети і відстеження її польоту з борта літака, а також цех, у якому розташовано кілька контейнерів з «Буревісником». Головний науковий співробітник 12-го Центрального НДІ МО РФ Сергій Перцев повідомив, що «на основі уточнених вимог вдосконалюється конструкція складових частин ракети, проводяться їхні наземні випробування, ведеться підготовка льотних випробувань експериментальних зразків крилатої ракети удосконаленої конструкції». Він запевнив, що комплекс проведених робіт «дозволяє перейти до створення стратегічного комплексу ядерної зброї з ракетою, оснащеної ядерною енергетичною установкою».
У серпні 2018 року, американські ЗМІ, зокрема телеканал CNBC, з посиланням на дані розвідки повідомили про початок експедиції російських кораблів для підняття решток ракет з дна Баренцевого моря, що потонули у листопаді 2017 року під час попередніх невдалих випробувань.

### Базування
У серпні 2018 року співробітники Центру аналізу стратегій і технологій (Москва), завдяки аналізу супутникових знімків, розкрили бойову позицію «Буревісника» та російського наземного лазерного комплексу «Пересвіт». Після цього твіттери bmpd та rambo54 співробітників Центру були видалені. Позиція «Буревісника» будувалася протягом 2014—2016 років на полігоні Капустін Яр в Астраханській області, позиції «Пересвіта» розгорнута поблизу міста Тейково Івановської області на 2426-й технічної ракетній базі 54-ї гвардійської ракетної дивізії РВСП та планується — в районі Новосибірська на місці 39-ї гвардійської ракетної дивізії 33-й ракетної армії РВСН, де будується необхідна інфраструктура.
26 липня 2024 року, як повідомило агентство Reuters, за допомогою дослідників з комерційної супутникової компанії Planet Labs, як потенційне місце базування нової ракети «Буревісник» було визначено будівельний об'єкт, що примикає до сховища ядерних боєголовок, відомого під двома назвами – «Вологда-20» та «Чебсара». Цей об'єкт знаходиться за 475 км (295 миль) на північ від Москви.

### Інцидент в Ньоноксі

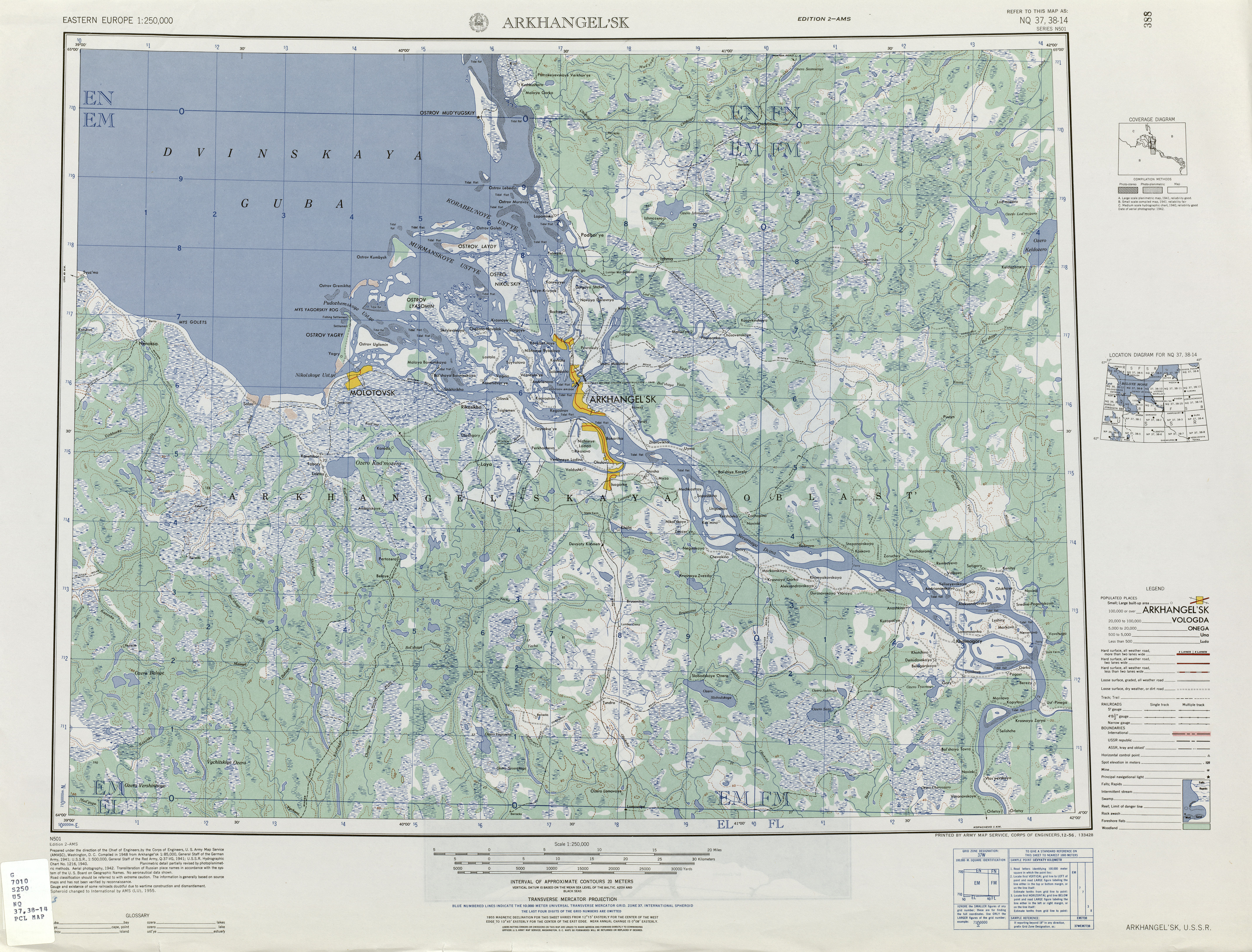
Ньонокса на американській топографічній карті

На основі аналізу супутникових знімків компанії Planet було з'ясовано, що в липні-серпні 2018 року випробувальний майданчик в архіпелазі Нова Земля був розібраний та вивезений кораблями. Згодом подібні будівлі були виявлені на супутникових знімках Ньонокси.
8 серпня 2019 року, опівдні, на військовому полігоні в населеному пункті Ньонокса, що розташований неподалік міста Северодвінськ (Архангельська область) сталась надзвичайна подія, внаслідок якої загинуло щонайменше 5 чоловік — науковців Російського федерального ядерного центру — Всеросійського науково-дослідницького інституту експериментальної фізики (рос. РФЯЦ-ВНИИЭФ у Сарові, входить до складу «Росатом») та двоє представників Міноборони РФ, а у місті Северодвінськ, що розташований на відстані 30 км від місця події, зафіксували підвищений рівень радіаційного фону. При цьому, перевищення дози гамма-випромінювання на 6-ти з 8-ми пунктів контролю на 12 годину (за московським часом) становили 4-16 раз за нормальний фоновий рівень (0,11 Зіверт) та сягнули 0,63-1,78 Зіверт. Проте вже станом на 14:30 (за московським часом), радіаційний фон повернувся до нормальних рівнів.
За даними державної корпорації «Росатом» подія сталась при випробуванні малогабаритної реактивної рухової установки, у двигуні якої використовується радіоактивне ізотопне джерело живлення. В організації зазначили, що причиною інциденту став збіг обставин. З огляду не те, що подробиці залишались втаємниченими, на основі доступних даних, зокрема на через наявність ядерного сліду, низка оглядачів припустили, що надзвичайна подія пов'язана з роботами над крилатою ракетою «Буревісник». Дослідники Майкл Кофман (співробітник центру військово-морського аналізу США) та Марк Кезете (експерт британського агентства Jane's by IHS Markit з російського озброєння) висловили думку, що, імовірно, вибухнув «радіоактивний паливний елемент», проте вибуху самого ядерного реактора не сталося.
Натомість оглядачі інтернет-порталу Defense News звернули увагу на те, що наявної інформації надто мало для однозначних висновків — адже достеменно не відомо за яким принципом працюватиме рушій цієї ракети. Схожі наслідки могли при випробуванні іншої дивозброї — наприклад, ядерних торпед «Посейдон» або складових до них, або ж радіоізотопних джерел електричного живлення для космічних апаратів, тощо. До версії з аварією під час випробування ядерної торпеди «Посейдон» схиляється й оглядач H I Sutton. За його даними, ці торпеди проходили випробування у Северодвінську, а як пускова платформа служить дослідницький підводний човен Б-90 «Саров».
Невдовзі після інциденту сталась іще одна надзвичайна подія: Організація з всеосяжної заборони ядерних випробувань втратила зв'язок з двома вимірювальними станціями, що розташовані найближче до місця події, згодом було втрачено зв'язок з іще двома станціями. Всі станції знаходились на шляху маси повітря з місця інциденту.
26 серпня 2019 року Росгідромет повідомив, що його фахівці виявили наявність ізотопів барію, стронцію, лантану, та пов'язаних з ними радіоізотопів в повітрі, що проходило над місцем інциденту. На думку норвезького експерта з ядерної безпеки Нільса Бомерса, наявність барію та стронцію є чітким свідченням того, що інцидент стався не з «радіоізотопним джерелом живлення», а з ядерним реактором, у якому відбувались реакції поділу.